# Powrót birbanta
Powrót birbanta albo: Zabawne przygody pana po świątecznych libacjach – polski film z 1902 roku. Jeden z pierwszych polskich filmów fabularnych. Składał się z jednego statycznego ujęcia, przedstawiającego przyjazd pijanego mężczyzny do domu. Film nie zachował się do dziś, a jego treść znamy współcześnie z relacji Bolesława W. Lewickiego, który widział film w roku 1938.

## Fabuła
Jasny dzień, dozorca zamiata ulicę przy kamienicy. Z prawej strony podjeżdża dorożka i staje przed bramą budynku. Na siedzeniu pasażera siedzi młody człowiek w cylindrze i fraku. Jest wyraźnie pijany i nie jest w stanie samodzielnie się podnieść. Dorożkarz i dozorca z trudem prowadzą tytułowego birbanta (pijanego) do bramy.

## Obsada
- Kazimierz Junosza-Stępowski – pasażer
- Władysław Neubelt (nazwisko aktora grającego dorożkarza jest niepewne) – dorożkarz[3]

## Rekonstrukcja

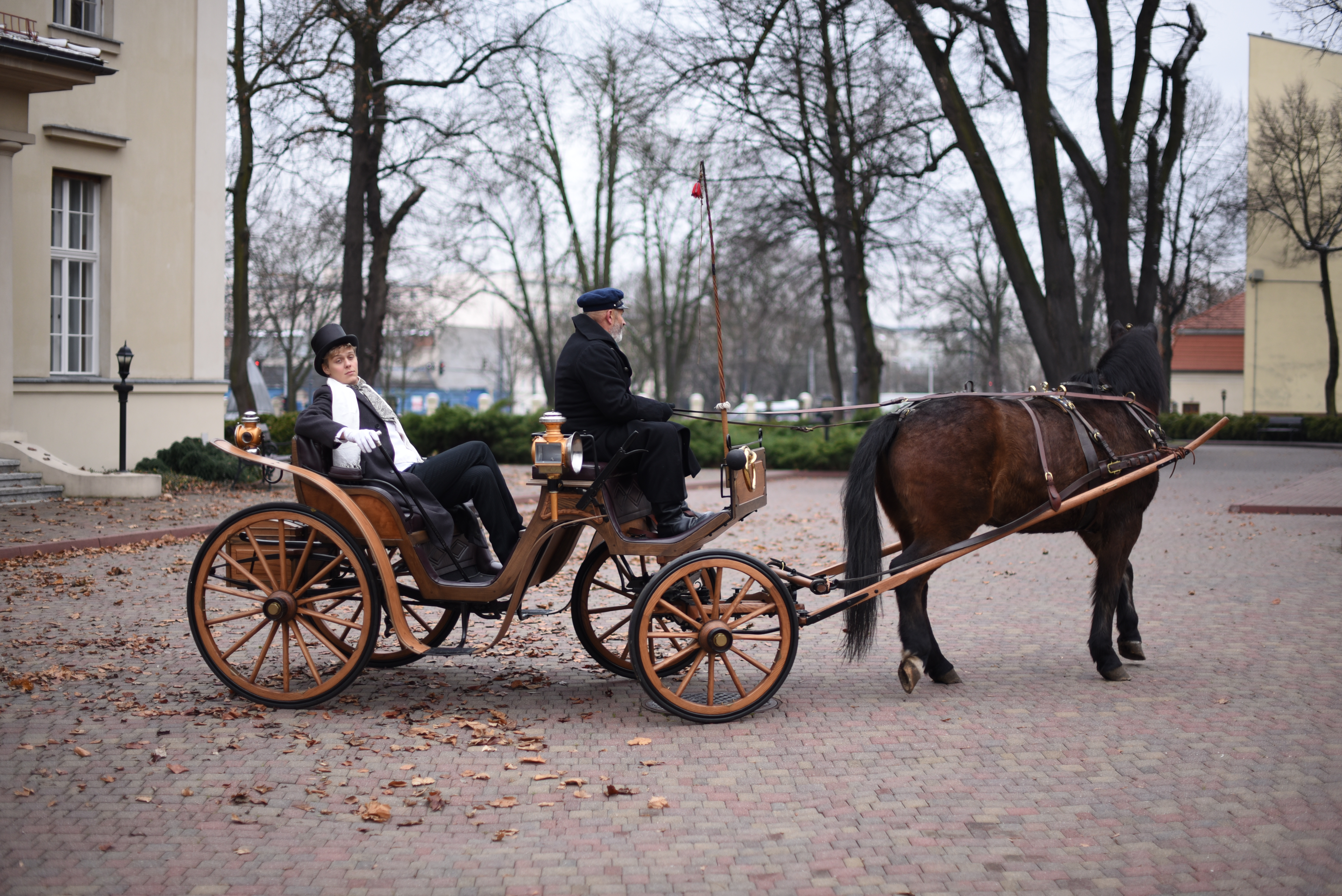
Zdjęcie z planu filmowego rekonstrukcji filmu

W 2018 roku film został odtworzony przez Narodowe Centrum Kultury Filmowej w Łodzi. Do pracy przy realizacji zostało zaproszone łódzkie studio Opus Film, producent takich filmów jak Ida i Zimna wojna. Wyprodukowaniem samej taśmy filmowej z niestandardową perforacją: sześcioma otworami pomiędzy klatkami filmu, zajął się Janusz Król, konstruując w tym celu specjalne urządzenie.
Film wyreżyserował Piotr Szczepański. W roli birbanta, w oryginale odtwarzanej przez początkującego wówczas aktora teatralnego Kazimierza Junoszę-Stępowskiego, wystąpił Jakub Gierszał. W rolę stróża wcielił się Marek Kasprzyk, aktor łódzkiego Teatru Nowego.
Film został zarejestrowany z użyciem biopleografu, zrekonstruowanego przez Narodowe Centrum Kultury Filmowej w Łodzi. Powstał także zapis obrazu na taśmie standardowej 35 mm, zrealizowany kamerą Zeiss Icon z ok. 1910 roku, oraz zapis cyfrowy.
Odtworzony obraz miał swoją premierę podczas Gali Otwarcia 44. Festiwalu Polskich Filmów Fabularnych w Gdyni.